# Crime of Passion
«Crime of Passion» es una canción pop rock escrita por el británico Mike Oldfield e interpretada por el británico Barry Palmer. Fue lanzada como sencillo en enero de 1984 y no incluida en el álbum Crises.

## Información de la canción
La portada del álbum muestra una fotografía en blanco y negro de la madre de Mike Oldfield, que murió en enero de 1974, diez años antes del lanzamiento de este sencillo. La canción fue publicada después de la aparición del álbum Crises y antes de la de Discovery.

## Lista de canciones
sencillo 7" (Virgin – 106 102)
1. «Crime of Passion» – 3:38
2. «Jungle Gardenia» – 2:45

sencillo 12" (Virgin –  601 133)
1. «Crime of Passion» (versión extendida) – 4:08
2. «Jungle Gardenia» – 2:45

## Posicionamiento en listas
| Lista (1984)                          | Máxima posición |
| ------------------------------------- | --------------- |
| Alemania (Offizielle Deutsche Charts) | 17              |
| Irlanda (IRMA)                        | 22              |
| Reino Unido (Official Charts Company) | 61              |
| Suecia (Sverigetopplistan)            | 10              |
| Suiza (Schweizer Hitparade)           | 17              |